# John DeCuir
Pour les articles homonymes, voir DeCuir.
John Francis DeCuir Sr. est un directeur artistique américain né le 4 juin 1918 à San Francisco (Californie) et mort le 29 octobre 1991 à Santa Monica (Californie).

## Biographie
John DeCuir fait des études d'art au Chouinard Art Institute à Los Angeles. À la fin des années 1930, il trouve du travail comme illustrateur chez Universal. Pendant une dizaine d'années, il y parfait son travail puis il entre à la Fox. Son talent est bientôt reconnu par plusieurs nominations aux Oscars. Ses plus célèbres productions seront Le Roi et moi et Cléopâtre,,.
Une de ses rares productions pour la télévision lui vaudra un Emmy Award.

## Filmographie

### Cinéma (sélection)
- 1951 : La Maison sur la colline (The House on Telegraph Hill) de Robert Wise
- 1952 : Ma cousine Rachel (My cousin Rachel) d'Henry Koster
- 1952 : Les Neiges du Kilimandjaro (The Snows of Kilimanjaro) d'Henry King
- 1954 : La Joyeuse Parade (There's No Business Like Show Business) de Walter Lang
- 1954 : Carmen Jones d'Otto Preminger
- 1955 : Papa longues jambes (Daddy Long Legs) de Jean Negulesco
- 1956 : Le Roi et moi (The King and I) de Walter Lang
- 1957 : Une île au soleil (Island in the Sun) de Robert Rossen
- 1958 : Un certain sourire (A Certain Smile) de Jean Negulesco
- 1959 : Simon le pêcheur (The Big Fisherman) de Frank Borzage
- 1963 : Cléopâtre (Cleopatra) de Joseph L. Mankiewicz
- 1964 : Le Plus Grand Cirque du monde (Circus World) d'Henry Hathaway
- 1965 : L'Extase et l'Agonie (The Agony and the Ecstasy) de Carol Reed
- 1967 : Guêpier pour trois abeilles (The Honey Pot) de Joseph L. Mankiewicz
- 1967 : La Mégère apprivoisée (The Taming of the Shrew) de Franco Zeffirelli
- 1969 : Hello, Dolly! de Gene Kelly
- 1976 : Hollywood, Hollywood (That's Entertainment, Part II) de Gene Kelly
- 1982 : Les cadavres ne portent pas de costard (Dead Men Don't Wear Plaid) de Carl Reiner
- 1984 : SOS Fantômes (Ghostbusters) d'Ivan Reitman

### Télévision
- 1949-1950 : The Life of Riley (8 épisodes)
- 1973 : Magnavox Presents Frank Sinatra (documentaire)
- 1978 : Ziegfeld: The Man and His Women (téléfilm)

## Distinctions

### Récompenses
- Oscar des meilleurs décors
  - en 1957 pour Le Roi et moi
  - en 1964 pour Cléopâtre
  - en 1970 pour Hello, Dolly!
- BAFTA 1970 : meilleurs décors pour Hello, Dolly!
- Primetime Emmy Awards 1978 : Meilleure direction artistique pour un programme spécial pour Ziegfeld: The Man and His Women

### Nominations
- Oscar des meilleurs décors
  - en 1952 pour La Maison sur la colline
  - en 1953 pour Ma cousine Rachel et pour Les Neiges du Kilimandjaro
  - en 1956 pour Papa longues jambes
  - en 1959 pour Un certain sourire
  - en 1960 pour Simon le pêcheur
  - en 1966 pour L'Extase et l'Agonie
  - en 1968 pour La Mégère apprivoisée
- Primetime Emmy Awards 1978 : Meilleur design du générique pour Ziegfeld: The Man and His Women